# Rammelkam
Rammelkam ist ein Gemeindeteil der Gemeinde Kumhausen im niederbayerischen Landkreis Landshut.

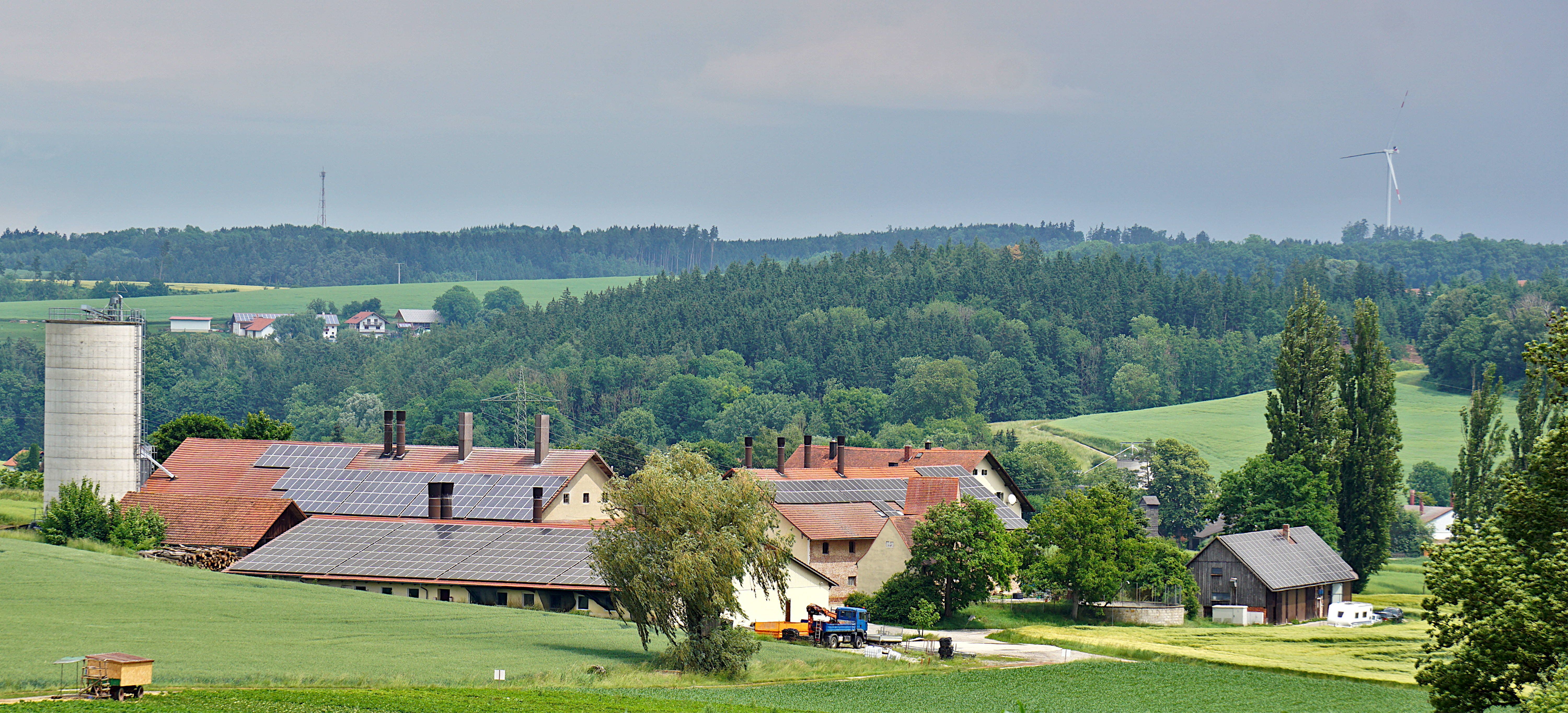
Blick auf Rammelkam

## Geschichte

### Frühe Geschichte
Spuren einer 200 Jahre v. Chr. errichteten Doppel-Keltenschanzen sind 100 Meter westlich des Einödhofs Rammelkam erhalten. Man kann die Umrisse dieser beiden ca. 100 × 100 Meter großen Anlagen noch auf den alten Katasterplänen erkennen.
Im historischen Atlas von Vilsbiburg heißt es, dass Rammelkam, Geisenhausen und Velden Königsgüter von Kaiser Karl dem Großen gewesen sein sollen.
926 wurde „Rammincheima“ (Heim des von Ramming, frühes bayr. Adelsgeschlecht) erstmals schriftlich erwähnt.
Bischof Wolfram von Freising hatte damals von einem Edlen Cotascalh (Gottschalk) Besitz in Scheckenhofen und Hörgertshausen eingetauscht und dafür Rammelkam abgegeben.
Im Salbuch des Kastenamtes Landshut, in dem die Abgaben der dem Herzog gehörigen Güter gelistet sind, wird Remelheim erstmals 1278 genannt.
Aus dem Jahr 1338 stammt ein weiteres „Grundbuch“, in dem zwei gleich große Höfe verzeichnet sind. Der zweite Hof lag westlich auf der anderen Seite des alten Weges von Grammelkam nach Preisenberg und diente in den letzten 160 Jahren als Austragshaus, bis es um 1920 abgerissen wurde.

### 16. Jahrhundert bis Gegenwart
Vom 12. bis zum 14. Jahrhundert war die Zeit der Namensgebung, ab jetzt taucht der Name Ramelkamer als Familienname in den Geschichtsquellen auf. 1590 wird z. B. ein Abkomme, Sigmund Rammelkamer, als Hofwirt zu Obergangkofen erwähnt.
Am 2. Juli 1593 erhielt Gilg Rammelkamer mit fürstlichem Leibgedingsbrief das Leibrecht.
Während des Dreißigjährigen Krieges kam es zum mehrmaligen Wechsel der Bewirtschafter, aber der Hof wurde nicht, wie andere große Höfe (Siegerstetter) verlassen.
1638 konnten Georg und Agnes Strasser das Leibrecht auf dem Hof von Sebastian und Maria Hager kaufen und die Familie blieb dann fast 170 Jahre auf dem Hof.
1670 war in der Hofmark Obergangkofen ein Besitzwechsel vor sich gegangen, in dem der Landshuter Rentmeister Johann German Barbier, der auch die Hofmark Hofberg in Besitz hatte, die Hofmark Obergangkofen übernahm. Während die früheren Herren von Obergangkofen vergeblich versucht hatten, ihre Hofmark zu vergrößern, gelang dies Barbier schon 1674 auf Grund seiner Verdienste, die er sich u. a. als Gesandter des bayerischen Kurfürsten in Wien erworben hatte. Kurfürst Ferdinand Maria verkaufte ihm zusätzlich 34 Höfe um 4.000 Gulden. Unter ihnen befand sich neben Einzelhöfen in Walpersdorf, Preisenberg und Kumhausen auch Rammelkam. Von nun an nannte sich der Rammelkamer „Obergangkofener Hofmarksuntertan“.
1743 wurde der Pfarrhof von Grammelkam von österreichischen Truppen geplündert. Von 1811 gibt es einen Bittbrief an den König wegen der nicht beglichenen Kriegslasten und Quartierkosten seit 1792. Etwa von 1700 bis 1800 waren die Freiherren von Edlmar, kurfürstliche Beamte in Straubing, Amberg und Furth im Wald, Hofmarksherren von Obergangkofen und noch vor 1800 gingen die Hofmark und der Rammelkamer für die letzten 50 Jahre in den Besitz der Freiherren Walser von Syrenburg über. Mit der Aufhebung der Hofmarken im Jahr 1848 ging die Gemeindebildung Hand in Hand.
Die große Obergangkofener Hofmark wurde in die zwei Gemeinden Obergangkofen und Niederkam geteilt. In letzterer lag Rammelkam. Mit der Gebietsreform wurden 1971 fünf Altgemeinden zur Gemeinde Kumhausen zusammengelegt.

### Bewirtschafter des Hofs
Vor 1600 sind nur unzusammenhängende Personen als Bewirtschafter des Hofes erhalten.
Als die letzten sind 1560–1579 Hans Rammelkamer, 1582 Gilg Rammelkamer und 1589 Simon Rammelkamer genannt.
Das Jahr 1650 brachte den ersten familiengeschichtlich bedeutsamen Eintrag: Agnes des Georg Strassers zu Rammelkam Wittib und Wolf Strasser zu Rammelkam übergaben in einem regelrechten Übergabebrief aus der Zeit der Landgerichtsherrschaft ihrem Sohn und Bruder Georg Strasser das Leibrecht auf dem Hof zu Rammelkam, wie der Vater es im Jahr 1638 von Seb. und Maria Hager gekauft hatte.
In der Mitte des 18. Jahrhunderts waren Angehörige der Strasserfamilie in der ganzen Umgebung ansässig. In den Grammelkamer Kirchenbüchern sind die Familiendaten der Strasser vollständig vorhanden.
Wie schon aus dem Bittbrief an den König (1811) zu ersehen war, gab es auch im 19. Jahrhundert große wirtschaftliche Probleme. In diesem Jahrhundert wurde der Hof fünfmal verkauft.
1806 tauschte Baltasar Strasser den Hof gegen das Anwesen des Kleingrasers Ulrich Oberhofer zu Mittergolding. Er war sein Stiefbruder. Der Besitz war auf 7.500 Gulden geschätzt.
Wegen Familienstreitigkeiten erwarb 1863 vorübergehend ein Hermann Freiherr von Koniz den Besitz um 62.100 Gulden. Schon 1864 kaufte die Witwe des Verkäufers Theres Oberhofer, die den weichenden Erben von Seepoint, Thomas Oberhofer geheiratet hatte, den Hof wieder um 54.000 Gulden zurück. Sie hatten aber 25.000 Gulden Hypothek für das Vatergut der 3 Kinder aus erster Ehe zu tragen. 1877 tauschten sie dann Rammelkam mit den Eigentümern des Hirschenwirtes (Ländtor) in Landshut, Franz und Maria Attenkofer. Der Hof wurde auf 90.857,14 Mark gewertet. Die Attenkoferschen Eheleute übernahmen Hypotheken von 19.000 Gulden (= 32.571,43 Mark) und 13.500 Gulden (= 23.142,85 Mark) Kaufschillingsrestforderungen der drei Kinder.
1878 tauschte Franz Attenkofer Rammelkam mit seinem Bruder Michael gegen das heimatliche Gastwirtsanwesen zu Hohenegglkofen. Rammelkam wurde auf 40.000 Gulden geschätzt, dabei wurden 28.000 Gulden Schulden übernommen. Ein halbes Jahr später wurde festgestellt, dass die vom Kataster übernommene Gesamt-Fläche von 52,721 Hektar nicht stimmte. Richtig war 62,721 Ha (184,09 Tgw.). Es wurde keine Nachzahlung vereinbart.

### Wirtschaftliche Entwicklung ab 1878
Trotz der Schuldenproblematik wurde 1892 die erste Dampfmaschine mit 4 PS mit Dresch-(Haken)Zylinder gekauft. 1898 erfolgte während der Militärzeit von Josef Attenkofer in einer finanziell schwierigen Phase eine vorzeitige Hofübergabe. Der neue Rammelkamer tauschte noch 1898 die Dampfmaschine gegen eine doppeltstarke mit 8 PS und einem Dreschwagen, um damit im Lohn zu dreschen. 1927 wurde während des Stadelbaues der erste Lanz-Bulldog gekauft. 1933 wurde mit dem Bau des Wagenschuppens mit Pferdestall die große Bauphase beendet. Josef Attenkofer war dann von 1925 bis 1945 Bürgermeister und die Gemeindekanzlei befand sich im Wohnhaus. Während des Zweiten Weltkrieges wurde die Schweizerwohnung als Gefangenenlager verwendet, die als Arbeitskräfte für die umliegenden Höfe dienten. 1945 gab es zwei amerikanische Granateinschläge im Haus.
Nach dem Zweiten Weltkrieg lebten vier Flüchtlingsfamilien mit im Haus.

## Hofkirche St. Vitus

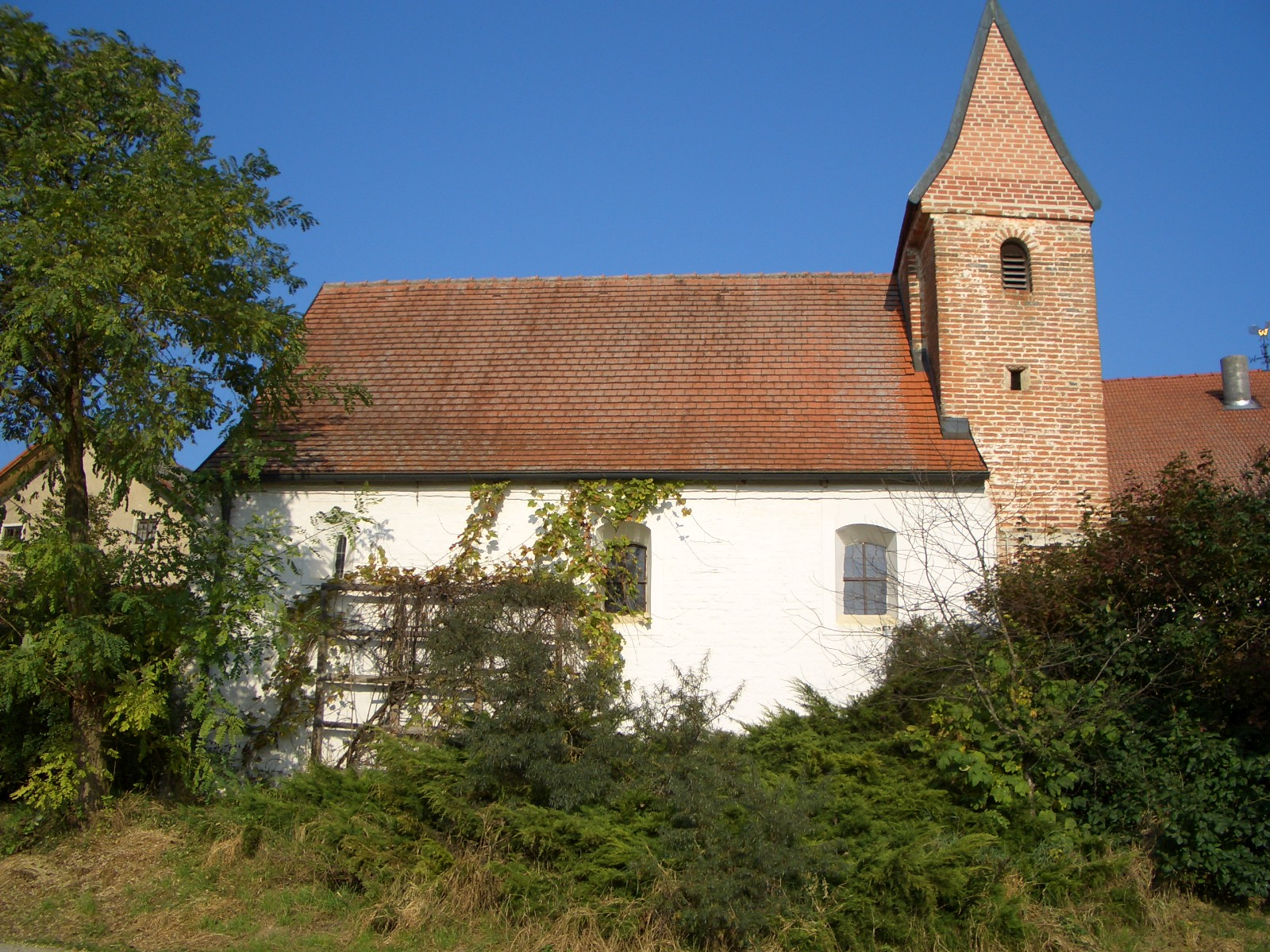
Hofkirche St. Vitus

An der Südwestseite des Hofes steht das Vituskirchlein, heute eine Nebenkirche der Pfarrei St. Petrus in Grammelkam. Der schlichte, am Turm unverputzte, am Langhaus verschlemmte Ziegelbau dürfte, wie die Pfarrkirche St. Peter in Grammelkam, im 12. oder 13. Jahrhundert errichtet worden sein. 1315 meldet die Matrikel des Bistums Freising nicht eine bedeutungslose Hauskapelle, sondern eine „Filialkirche“. Der Bau zeigt eindeutig Merkmale des spätromanischen Baustiles: charakteristische Rundbögen über dem ehemaligen südlichen Portal, der heute durch einen westlichen ersetzt ist, und am Turm. Bis 1880 hatte das Kirchenschiff nur zwei (romanische) Fensterschlitze (ohne Glas) an der Südseite; einer bei der Empore und einer hinter dem Altar sind noch erhalten.
Auf dem barocken, aus der Zeit um 1680 stammenden Hochaltar mit seinen zwei gewundenen Säulen steht die Figur des Kirchenpatrons, des Hl. Vitus. Der Altar wird von den Figuren zweier weiblicher Heiliger flankiert, darüber thronen Gott Vater und zwei Engel. Bemerkenswert sind auch die 7 Putten (Engelsköpfe).

Das Chorgewölbe ist mit spätromanischen Fresken (14. Jh.) ausgestattet, die erst 1975 freigelegt worden sind. Dargestellt sind Christus Pantokrator und zwei Bischöfe. Die Kirche ist flach gedeckt, am Dachstuhl sind Abbundzeichen erhalten, und sie hat eine hölzerne Emporenbrüstung.
Aus dem Chorturm kann von Hand eine historische Bronzeglocke aus dem 13. Jahrhundert geläutet werden. Es handelt sich dabei um die älteste intakte Kirchenglocke im Erzbistum München und Freising. Die Zuckerhutglocke ist an einem hölzernen Joch in einem hölzernen Glockenstuhl befestigt. Sie hat einen Durchmesser von 40 cm, der Schlagton ist fis2+0.